# Simpsonville (Kentucky)
Simpsonville é uma cidade localizada no estado americano de Kentucky, no Condado de Shelby.

## Demografia
Segundo o censo americano de 2000, a sua população era de 1281 habitantes.
Em 2006, foi estimada uma população de 1407, um aumento de 126 (9.8%).

## Geografia
De acordo com o United States Census Bureau tem uma área de
3,5 km², dos quais 3,4 km² cobertos por terra e 0,1 km² cobertos por água. Simpsonville localiza-se a aproximadamente 243 m acima do nível do mar.

## Localidades na vizinhança
O diagrama seguinte representa as localidades num raio de 16 km ao redor de Simpsonville.